# 鲁德尔·维尔莫什
鲁德尔·维尔莫什（Rőder Vilmos，1881年1月11日—1969年12月13日）是一位匈牙利军官、政客，他曾参加过一战。他曾在军事发展计划方面与时任首相根伯什·久洛产生了矛盾，因此退休。后来，新任首相達拉尼·卡爾曼任命维尔莫什为国防大臣。1938年，维尔莫什和其他内阁成员一同辞职。此后，他加入了反对匈牙利加入二战的貝特倫·伊斯特萬一派。